# Gemeenschappelijk Centrum voor Onderzoek
Het Gemeenschappelijk Centrum voor Onderzoek (GCO, Engels: Joint Research Centre), vaak afgekort vanuit het Engels tot JRC, is de wetenschappelijke dienst van de Europese Commissie. De dienst voert onderzoek uit en geeft onafhankelijk wetenschappelijk advies voor het beleidsvorming van de Europese Unie.
Het JRC is een Directoraat-generaal van de Europese Commissie onder de verantwoordelijkheid van Iliana Ivanova, Commissaris voor Innovatie, Onderzoek, Cultuur, Onderwijs en Jeugd. De huidige (waarnemend) Directeur-Generaal van het JRC is Bernard Magenhann. De Board of Governors helpt en adviseert de Directeur-Generaal in kwesties die van invloed zijn op het wetenschappelijk, technisch en financieel management van het JRC
Een van de onderzoeksdomeinen van het Centrum betreft droogteperiodes. In dat kader houdt het European Drought Observatory (EDO) gegevens bij van droogteperiodes in Europa en in de wereld.